# Margaret Edwards
Pour les articles homonymes, voir Edwards.
Margaret Edwards, née le 28 mars 1939, est une nageuse britannique.

## Carrière
Elle remporte pour la Grande-Bretagne la médaille de bronze du 100 mètres dos aux Jeux olympiques de 1956  à Melbourne ainsi que la médaille d'argent sur 100 mètres dos aux Championnats d'Europe de natation 1958 à Budapest.
Sous les couleurs de l'Angleterre, elle est médaillée d'argent sur 110 yards dos aux Jeux de l'Empire britannique et du Commonwealth de 1958 à Cardiff.